# 데이비드 제이어스
데이비드 제이어스(영어: David Zayas, 영어 발음: /ˈdeɪvɪd ˈzeɪəs/, 1962년 8월 15일~)는 푸에르토리코 태생의 미국의 배우이다.

## 개인사
아내는 훌루 드라마 《더 베어》 주연 중 한 사람인 배우 라이자 콜론제이어스이다.

## 출연 작품

### 영화
- 새비지스 (2007)
- 포스 오브 네이쳐 (2020) - 존 역
- 바디캠 (2020) - 케스퍼 역

### 텔레비전
- 오즈 (2000-03)
- 덱스터 (2006-13)